# Simfonia núm. 19 (Weinberg)
La Simfonia núm. 19 El Maig brillant, op. 142, de Mieczysław Weinberg va ser composta entre el 1982 i el 1985 i es va estrenar al Festival de Tardor de Moscou el 23 de novembre de 1986 per l'Orquestra Simfònica de l'URSS dirigida per Vladímir Fedosséiev, que va promoure assíduament la música de Weinberg.

## Origen i context
El Maig brillant es refereix a la victòria en la Gran Guerra Patriòtica de la Unió Soviètica sobre l'Alemanya nazi del maig de 1945. El prefaci de la simfonia al·ludeix al poema A la Victòria de la destacada poeta russa Anna Akhmàtova, que estava sent rehabilitada políticament amb l'arribada de la nova política de Glàsnost de Mikhaïl Gorbatxov i havia passat en un segon terme el seu desafiament a l'autoritat soviètica.
Aquesta simfonia és l'última de la 'Trilogia de la guerra' (juntament amb la 17, op. 137, i la 18, op. 138) que Weinberg va compondre a principis dels anys vuitanta, mantenint la seva extensa tradició d'obres commemoratives. En "El Maig Brillant" s'hi expressa una celebració del mes en què finalment va acabar la "Gran Guerra Patriòtica", però és retinguda, ja que s'hi pot entreveure com les males perspectives no havien acabat. Si bé les dues obres anteriors del compositor constaven de quatre moviments, aquesta dinovena simfonia té un únic moviment de 34 minuts.

## Instrumentació
- 4 flautes, 3 oboès, 4 clarinets, 2 fagots, 3 saxofons
- 6 trompes, 4 trompetes, 4 trombons, 1 tuba
- timbals, percussió, 2 arpa
- violins, violes, violoncels, contrabaix